# Rajd Północnego Słońca 1955
Rajd Północnego Słońca 1955 (6. Svenska Rallyt till Midnattssolen) – 6. edycja rajdu samochodowego Rajd Północnego Słońca rozgrywanego w Szwecji. Rozgrywany był od 18 do 22 maja 1955 roku. Była to szósta runda Rajdowych Mistrzostw Europy w roku 1955.

## Klasyfikacja rajdu
| Miejsce                      | Kierowca                     | Pilot                        | Samochód                     | Czas                         | Strata                       |                              |
| Klasyfikacja generalna i ERC | Klasyfikacja generalna i ERC | Klasyfikacja generalna i ERC | Klasyfikacja generalna i ERC | Klasyfikacja generalna i ERC | Klasyfikacja generalna i ERC | Klasyfikacja generalna i ERC |
| ---------------------------- | ---------------------------- | ---------------------------- | ---------------------------- | ---------------------------- | ---------------------------- | ---------------------------- |
| 1.                           | Allan Borgefors              | Åke Gustavsson               | Porsche 356 1500             | 9                            | 0.0                          |                              |
| 2.                           | Olof Persson                 | Stig Pettersson              | Porsche 356                  | 12                           | +3                           |                              |
| 3.                           | Stig Gruen                   | Sven Jönsson                 | Peugeot 403                  | 12                           | +3                           |                              |
| 4.                           | Gunnar Kallström             | Bo Guterstam                 | Porsche 356                  | 13                           | +3                           |                              |
| 5.                           | Heinz Meier                  | Luba Hermann                 | DKW F 91                     | 13                           | +3                           |                              |
| 6.                           | Joakim Bonnier               | Bo Boesen                    | Alfa Romeo 1900 TI           | 13                           | +4                           |                              |
| 7.                           | Åke Thambert                 | Mario Pavoni                 | Fiat 1100 TV                 | 13                           | +4                           |                              |
| 8.                           | Harry Bengtsson              | Åke Righard                  | Volkswagen                   | 14                           | +4                           |                              |
| 9.                           | Thure Jansson                | Lennart Jansson              | Fiat 1100 TV                 | 14                           | +4                           |                              |
| 10.                          | Martin Carstedt              | Gulli Carstedt               | Ford Taunus 15M              | 15                           | +5                           |                              |